# Flora Köln

Außenansicht Flora Köln

Festsaal Flora Köln

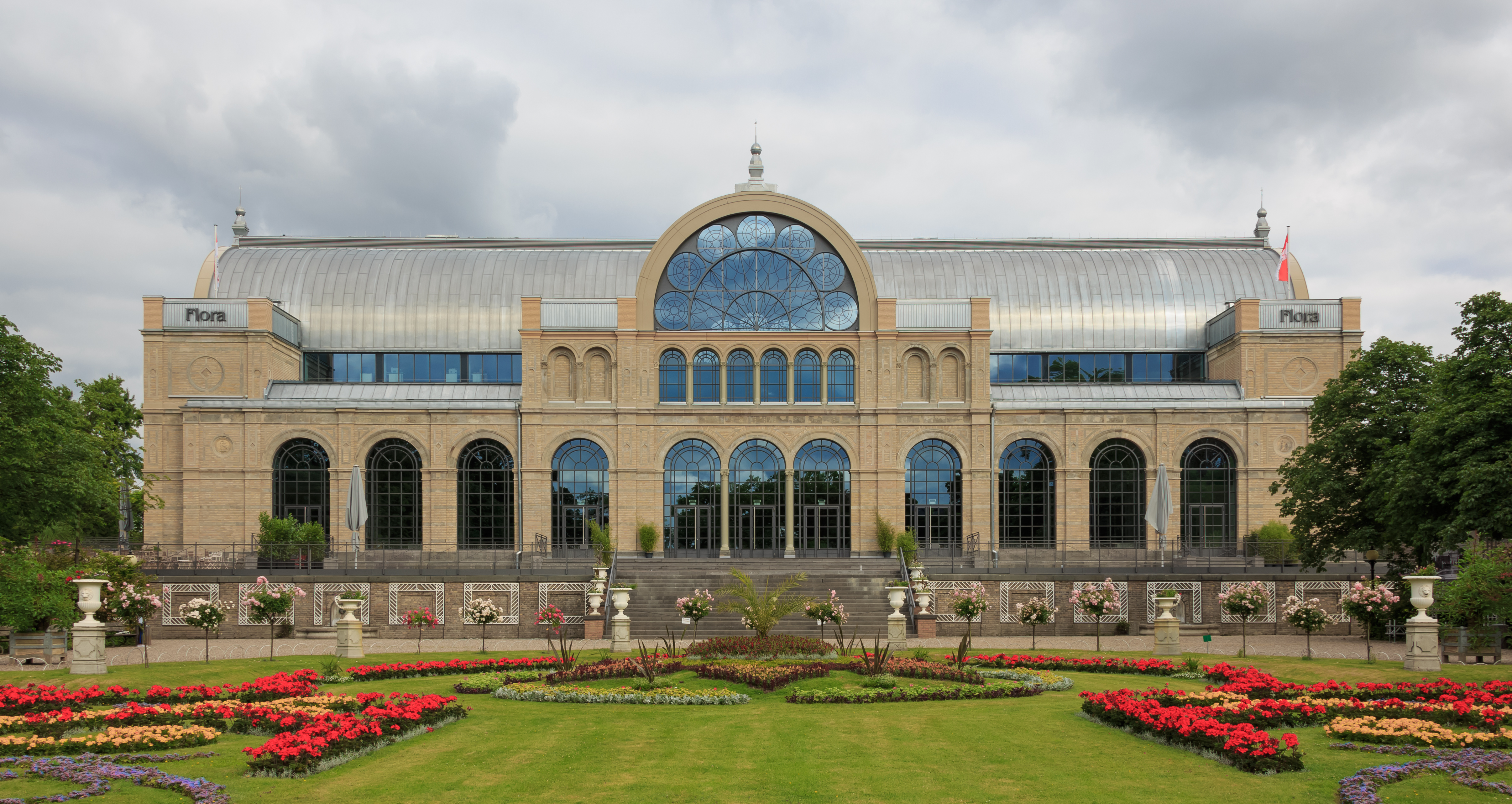
Festhaus Flora Köln, 2014

Die Flora Köln ist ein 1864 eröffnetes palastartiges Gebäude im Stile des Historismus, das ursprünglich als Palmenhaus mit einem Glasdach errichtet wurde. Der Bau, der von 2011 bis 2014 vollständig entkernt und als Veranstaltungssaal mit historischer Silhouette neu gebaut wurde, befindet sich im Botanischen Garten Köln und erstreckt sich über eine Gesamtfläche von 1870 m². Er ist heute im Besitz der Koelncongress GmbH und wird für Tagungen, Konzerte und gesellschaftliche Veranstaltungen genutzt.

## Geschichte
Die Kölner Architekten Max Nohl und Joseph Felten planten die Flora in Anlehnung unter anderem an den Crystal Palace in London. Der historistische Architekturstil verbindet arabische und maurische Stilelemente mit romanischen Rundbögen und Renaissance-Anklängen. Das Gebäude war als Palmenhaus mit einem großen, von einer gusseisernen, tonnenförmigen Konstruktion getragenen Glasdach konzipiert worden, es wurde am 14. August 1864 eröffnet.
Im Zweiten Weltkrieg wurde das Flora-Gebäude stark beschädigt. Das Tonnendach aus Eisenguss wurde nach dem Krieg abgetragen, und das Gebäude wurde nur noch eingeschossig mit einem ziegelgedeckten Walmdach gedeckt; auf die äußeren Türme wurden kleine Zeltdächer gebaut. Die Fassade des ersten Geschosses blieb an drei Seiten weitgehend erhalten.
Im Juni 1980 wurde die Flora in die Denkmalliste aufgenommen. 1995 wurden im Festhaus die Nebenräume renoviert und die Gastronomiefläche durch einen sogenannten Parksalon erweitert.
Im Juni 2006 übergab der Rat der Stadt Köln den Betrieb der Flora an die KölnKongress GmbH (heute: Koelncongress GmbH). Wegen baulicher Mängel wurde die Flora 2009 geschlossen. Daraufhin beschloss der Rat der Stadt Köln die Generalsanierung und ließ das Gebäude von 2011 bis 2014 nach historischem Vorbild umbauen und erweitern. Im Zuge dieser Sanierung erhielt die Flora wieder ein gekreuztes Tonnendach, das allerdings nicht mehr als Glaskuppel, sondern als geschlossenes Metalldach errichtet wurde.
Der Sozialverband VdK Nordrhein-Westfalen zeichnete die Flora im April 2008 mit der Plakette „Unseren Dank dem Bauherrn“ für vorbildliches und barrierefreies Bauen aus.

## Räume und Kapazitäten
Heute wird das Gebäude für Veranstaltungen genutzt. Die Flora besitzt 6 Räume; der Festsaal im Erdgeschoss fasst bis zu 900 Personen.